# Stazione di muschi calcarizzanti - C.ba Seviana e C.ba Barmarossa
Stazione di muschi calcarizzanti - C.ba Seviana e C.ba Barmarossa este o arie protejată (arie specială de conservare — SAC, sit de importanță comunitară — SCI) din Italia întinsă pe o suprafață de 1,61 ha, integral pe uscat.

## Localizare
Centrul sitului Stazione di muschi calcarizzanti - C.ba Seviana e C.ba Barmarossa este situat la coordonatele 44°25′08″N 7°17′53″E / 44.419°N 7.298°E.

## Înființare
Situl Stazione di muschi calcarizzanti - C.ba Seviana e C.ba Barmarossa a fost declarat sit de importanță comunitară în septembrie 1995 pentru a proteja un număr necunoscut de specii din flora spontană și fauna sălbatică aflate în arealul zonei. Situl a fost protejat și ca arie specială de conservare în februarie 2017.

## Biodiversitate
Situată în ecoregiunea alpină, aria protejată conține 1 habitat natural: Izvoare petrifiante cu formare de travertin (Cratoneurion).
La baza desemnării sitului se află un număr nedeclarat de specii protejate:
Pe lângă speciile protejate, pe teritoriul sitului au mai fost identificate 12 specii de plante, 1 specie de nevertebrate.